# کهن‌ترش
کهن‌ترش یک روستا در ایران است که در دهستان سرچشمه شهرستان رفسنجان واقع شده‌است.